# Coryne japonica
Coryne japonica is een hydroïdpoliep uit de familie Corynidae. De poliep komt uit het geslacht Coryne. Coryne japonica werd in 1962 voor het eerst wetenschappelijk beschreven door Nagao. 